# 1855 في المملكة المتحدة
فيما يلي قوائم الأحداث التي وقعت خلال عام 1855 في المملكة المتحدة.

## سياسة

### تعيين في المنصب
- 6 فبراير – لورد بالمرستون رئيس وزراء المملكة المتحدة.

### انتهاء فترة المنصب
- 30 يناير – جورج هاملتون غوردون رئيس وزراء المملكة المتحدة.
- 6 فبراير – لورد بالمرستون وزير الدولة للشؤون الداخلية [الإنجليزية]‏.
- 13 أغسطس – بنجامين هول Secretary of State for Health and Social Care [الإنجليزية]‏.

## مواليد

### يناير
- 1 يناير – تيد ويلسون لاعب كرة قدم إنجليزي.
- 19 يناير – رولاند ألانسون-وين
- 24 يناير – فرانك هادو لاعب كرة مضرب بريطاني.
- 28 يناير – ويليام هويل

### مارس
- 27 مارس – جيمس ألفريد يوينغ

### أغسطس
- 30 أغسطس – إيفيلين دي مورغان رسامة من المملكة المتحدة.

### سبتمبر
- 5 سبتمبر – ويليام فريز جرين
- 9 سبتمبر – هيوستن ستيوارت تشامبرلين

### أكتوبر
- 31 أكتوبر - جوزيف رايت، لغوي من المملكة المتحدة.

### ديسمبر
- 10 ديسمبر – هنري نيكولاس ريدلي

## وفيات

### مارس
- 31 مارس – شارلوت برونتي (مواليد 1816)

### يونيو
- 28 يونيو – فيتزروي سومرست، البارون رغلان الأول (مواليد 1788) سياسي بريطاني.
- 30 يونيو – جيمس سلك بكنغهام (مواليد 1786) سياسي بريطاني.

### يوليو
- 6 يوليو – أندرو كروس (مواليد 1784) فيزيائي من المملكة المتحدة.
- 27 يوليو – جوزيف نايت (مواليد 1778) عالم نبات من المملكة المتحدة.

### أكتوبر
- 5 أكتوبر – توماس ميتشيل (مواليد 1792)

### ديسمبر
- 6 ديسمبر – ويليام سوانسون (مواليد 1789)